# 蔡斯·布坎南
蔡斯·布坎南（英語：Chase Buchanan，1991年6月4日—）是一位美國網球運動員。2009年，他參加了美國網球公開賽的賽事，這是他首次參加大滿貫賽事。他迄今為止ATP最高排名是第158位。